# شريان حنكي كبير
الشِّرْيانُ الحَنَكِيُّ الكَبير (بالإنجليزية: greater palatine artery)‏ هو فَرع من الشِّريان الحَنَكِيّ النَّازِل (فَرع انتهائيّ من شِريان الفَكّ العُلويّ) يُساهِم في تروية الحَنَك الصُّلب والحاجِز الأَنفِيّ.

## المَساق
يَتَفَرَّع الشِّريان الحَنَكِيّ النَّازِل من شِريان الفَكّ العُلويّ في الحُفْرَة الجَناحِيَّة الحَنَكِيَّة وينزل عبر النَّفَق الحَنَكِيّ الكَبير مُحاذِيًا العَصَب الحَنَكِيّ الكَبير (من العُقْدَة الجَناحِيَّة الحَنَكِيَّة)، وحالما يَبزُغ من الثُّقْبَة الحَنَكِيَّة الكَبيرَة يُصبِح اسمه  الشِّرْيان الحَنَكِيّ الكَبير ويبدأ بتروية الحَنَك الصُّلب.
ويمر قرب نهايته عبر النَّفَق القاطِعِيّ ليَتَفاغَر مع الشِّريانُ الوَتَدِيّ الحَنَكِيّ لتروية الحاجِز الأَنفِي.

## روابط خارجيّة
- "Anatomy diagram: 05287.011-1". Roche Lexicon - illustrated navigator. Elsevier. مؤرشف من الأصل في 2014-01-01.
- درسٌ تشريحي حول lesson9 مُعدٌ بواسطة ويسلي نورمان (جامعة جورجتاون). (nasalseptumart)